# Bear McCreary
Bear McCreary (Fort Lauderdale, Florida, 17. veljače 1979.), američki skladatelj i tekstopisac, najpoznatiji po svom radu na glazbi za modernu adaptaciju znanstveno-fantastične serije Battlestar Galactica.